# Radim Rulík
Radim Rulík (* 25. června 1965 Ostrov) je český trenér ledního hokeje a bývalý hokejista. Od června 2023 je hlavním trenérem české hokejové reprezentace.

## Hráčská kariéra
Kvůli nemoci skončil s hraním ledního hokeje ve dvaceti letech, jako hráč působil na Karlovarsku.

## Trenérská kariéra
Po skončení hráčské kariéry se již v mladém věku rozhodl věnovat trenérské dráze. Trénoval žáky Karlových Varů a dorost Sokolova. Ve věku 26 let se roku 1991 stal asistentem seniorského týmu Karlových Varů, které působily v nižších soutěžích. Prvním klíčovým zlomem v jeho kariéře se stalo navázání spolupráce s Markem Sýkorou, jemuž dělal asistenta nejdříve v Karlových Varech a později řadu sezón v Plzni. V této době se stal asistentem Jaroslava Holíka u reprezentační „dvacítky“ a po jeho boku získal zlato na MS 2000.
V roce 2000 se Rulík poprvé postavil na extraligovou střídačku jako hlavní trenér, když v Karlových Varech v průběhu sezony nahradil odvolaného Miloše Říhu. Poté se připojil k Ivanu Hlinkovi a v roli jeho asistenta s ním jednu sezonu působil v Omsku. I přes nabídku na pokračování se však po roce vrátil do Česka, kde poprvé navázal spolupráci s Miloslavem Hořavou u karlovarského mužstva, kterého později v roli hlavního trenéra nahradil. Na jaře 2004 se vrátil do pozice asistenta v klubu a zároveň přijal nabídku Ivana Hlinky a stal se jedním z jeho asistentů u reprezentace. V pozici asistenta zůstal i po tragické Hlinkově smrti v realizačním týmu Vladimíra Růžičky, který reprezentaci dočasně převzal. Růžička vedl Slavii a tak na přípravných turnajích jako dočasní hlavní trenéři vedli mužstvo asistenti. Rulík byl hlavním koučem na turnaji EHT v Moskvě. Během sezony se opět posunul na místo hlavního kouče ve Varech. Na MS ve Vídni vedl národní tým Růžička a Rulík se v roli jeho pomocníka podílel na zisku zlaté medaile.
Před sezonou 2005/2006 odešel z Karlových Varů do Plzně, kde po letech navázal na spolupráci s Markem Sýkorou a k tomu se stal hlavním koučem juniorské reprezentace. Po jedné sezoně u plzeňského dospělého týmu se přesunul ke klubové juniorce, později byl asistentem Miloslava Hořavy u reprezentační juniorky a v průběhu sezony 2007/2008 se stal Hořavovým asistentem u plzeňského áčka.
Na jaře 2008 došlo k dalšímu milníku v Rulíkově kariéře, když byl ve Znojmě poprvé jmenován hlavním trenérem už od začátku sezony. Mužstvu se však příliš nedařilo a Rulík klub po roce klub opustil. V další sezoně působil jako hlavní kouč v prvoligovém Chomutově, jeho tamní angažmá skončilo trochu kontroverzně, nejdříve mu nevyšlo působení v padlém projektu HC Lev Hradec Králové v KHL a později klub, kde zastával roli šéftrenéra mládeže, opustil definitivně, když opět s Miloslavem Hořavou na podzim 2010 převzali pražskou Spartu. Spartu se však herně ani výsledkově pozvednout nepodařilo a po sezoně oba trenéři v klubu skončili. Mezitím se obnovily snahy o vznik týmu KHL, tentokrát se projekt podařilo uskutečnit a vznikl HC Lev Poprad, jehož hlavním koučem se stal Radim Rulík. Působení Popradu v KHL se však stalo jen roční epizodou, klub měl trvalé ekonomické potíže a po jedné sezoně se z města odstěhoval. Rulík v další sezoně nastoupil jako hlavní kouč do Košic, avšak brzy byl z klubu odvolán. Po řadě spíše krátkodobých angažmá se rozhodl Rulík vrátit domů a v létě překvapivě převzal druholigový Sokolov a nakonec krátké angažmá obě strany považovaly za velmi přínosné. Už na podzim 2013 totiž Rulík dostal nabídku z v té době posledního Litvínova, stal se jeho hlavním trenérem a znovu začal spolupracovat s M. Hořavou, který se však poprvé posunul do role jeho asistenta. Společně mužstvo zvedli ze suterénu tabulky a vytvořili základy pro nadcházející sezonu, ve které Rulík dovedl Litvínov k prvnímu mistrovskému titulu v historii klubu. Rulík po odchodu Hořavy působil v Litvínově další dvě a půl sezony, mužstvo se však po mistrovském úspěchu dostávalo do výsledkové sinusoidy. Z prvního velkého propadu dokázal Rulík mužstvo zvednout, ale další problémy v sezoně 2017/2018 už neustál a v jejím průběhu byl odvolán. Téměř obratem přijal nabídku od hlavního kouče trápící se Sparty Výborného, aby rozšířil jeho trenérský tým a Rulík tak zbytek sezony strávil ve Spartě.
Po krátké sparťanské epizodě se Radim Rulík znovu profesně spojil s M. Hořavou a v roli jeho asistenta s ním převzal na podzim 2018 tým Mladé Boleslavi, tentokrát je doplnil ještě Pavel Patera. Od příští sezony pak vedl mužstvo po odchodu Hořavy jako hlavní kouč v rovnocenném postavení s Paterou. Mužstvo se pod jejich vedením výrazně zlepšilo a dvakrát se probojovalo do semifinále. V průběhu svého působení v Boleslavi odkoučoval 500. zápas v extralize v roli hlavního trenéra. Před sezonou 2022/2023 se Rulík i přes platný kontrakt rozhodl využít nabídky z ambiciózních Pardubic, po krátkém vyjednávání byl jmenován pardubickým hlavním trenérem a začal spolupracovat s asistenty Markem Zadinou a Richardem Králem. Hokejový svaz později Rulíka jmenoval i hlavním koučem reprezentační juniorky. Na odloženém šampionátu 2022 ji pak dovedl poprvé od roku 2018 do semifinále a ke konečnému 4. místu. Na následujícím mistrovství už postoupila dvacítka pod jeho vedením do finále a po prohře s Kanadou v prodloužení získala stříbro, první medaili od roku 2005. Po sezoně skončil v Pardubicích a 29. června 2023 byl jmenován hlavním trenérem české hokejové reprezentace, s níž vyhrál domácí Mistrovství světa 2024.

## Angažmá v jednotlivých sezonách
- 1991/92 – HC Energie Karlovy Vary – asistent trenéra
- 1992/93 – HC Energie Karlovy Vary – asistent trenéra
- 1993/94 – HC Energie Karlovy Vary – asistent trenéra
- 1994/95 – HC Energie Karlovy Vary – asistent trenéra
- 1995/96 – HC Energie Karlovy Vary – asistent trenéra
- 1996/97 – HC ZKZ Plzeň – asistent trenéra
- 1997/98 – HC Keramika Plzeň – asistent trenéra
- 1998/99 – HC Keramika Plzeň – asistent trenéra
- 1999/00 – HC Keramika Plzeň – asistent trenéra
- 2000/01 – HC Keramika Plzeň – asistent trenéra
- 2001/02 – HC Becherovka Karlovy Vary – asistent trenéra
- 2002/03 – Avangard Omsk – asistent trenéra
- 2003/04 – HC Energie Karlovy Vary – asistent trenéra
- 2004/05 – HC Energie Karlovy Vary – hlavní trenér, česká hokejová reprezentace – asistent trenéra
- 2005/06 – HC Lasselsberger Plzeň – asistent trenéra
- 2007/08 – HC Lasselsberger Plzeň – asistent trenéra
- 2008/09 – HC Znojemští Orli – hlavní trenér
- 2009/10 – Piráti Chomutov – hlavní trenér[14]
- 2010/11 – HC Sparta Praha – asistent trenéra
- 2011/12 – HC Lev Poprad – hlavní trenér[36]
- 2012/13 – HC Košice – hlavní trenér
- 2013/14 – HC Litvínov – hlavní trenér
- 2014/15 – HC Litvínov – hlavní trenér
- 2015/16 – HC Litvínov – hlavní trenér
- 2016/17 – HC Litvínov – hlavní trenér
- 2017/18 – HC Litvínov – hlavní trenér
- 2017/18 – HC Sparta Praha – asistent trenéra
- 2018/19 – BK Mladá Boleslav – asistent trenéra
- 2019/20 – BK Mladá Boleslav – hlavní trenér
- 2020/21 – BK Mladá Boleslav – hlavní trenér
- 2021/22 – BK Mladá Boleslav – hlavní trenér, česká hokejová reprezentace U20 – hlavní trenér
- 2022/23 – HC Dynamo Pardubice – hlavní trenér, česká hokejová reprezentace U20 – hlavní trenér
- 2023/24 – česká hokejová reprezentace – hlavní trenér
- 2024/25 – česká hokejová reprezentace – hlavní trenér
- 2025/26 – česká hokejová reprezentace – hlavní trenér